# Лихотинка
Лихотинка — деревня в Солигаличском районе Костромской области. Входит в состав Солигаличского сельского поселения

## География
Находится в северо-западной части Костромской области на расстоянии приблизительно 25 км на север-северо-запад по прямой от города Солигалич, административного центра района.

## История
Деревня была отмечена еще на карте 1840 года. В XIX веке деревня входила сначала в Тотемский уезд Вологодской губернии, а потом в Солигаличский уезд Костромской губернии. В 1859 году здесь было отмечено 26 дворов, в 1907 году—48. До 2018 года входила в состав Васильевского сельского поселения до его упразднения.

## Население
Постоянное население составляло 148 человек (1859 год), 275 (1897), 275 (1907), 7 в 2002 году (русские 100 %), 2 в 2022.